# Mehrplatzrechner

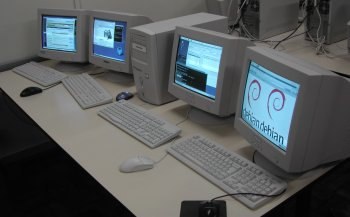
Ein Arbeitsplatz für vier Personen

Ein Mehrplatzrechner oder eine Multiterminalkonfiguration ist ein einzelner Computer, an dem mehrere Benutzer gleichzeitig arbeiten können. Die Konfiguration bestehen gewöhnlich aus einem Bildschirm, einer Tastatur und aus einer Maus für jeden einzelnen Benutzer, die gemeinsam an einen einzigen Rechner angeschlossen sind.

## Einsatz
Die ersten Mehrplatz-Systeme wurden bereits in den 1970er Jahren entwickelt. Mit der zunehmenden Rechenleistung der Prozessoren und ausreichendem Arbeitsspeicher können eine große Zahl an Computerprogrammen gleichzeitig verarbeitet werden, ohne den Computer zu überlasten. Jedoch ist mit der Standardkonfiguration nur ein Benutzer in der Lage, den Computer zu nutzen, meist wird das System gar nicht vollständig ausgelastet und der Rechner bleibt die meiste Zeit untätig. Mit einem Mehrplatzrechner/Multiterminal können sich mehrere Benutzer einen leistungsfähigen Computer teilen und so Kosten sparen.

## Anforderungen
Für einen Mehrplatz-Rechner müssen für jeden Benutzer ein Bildschirm, eine Tastatur und eine Maus zur Verfügung gestellt werden. Werden gewöhnliche Grafikkarten verwendet, benötigt man ebenfalls für jeden Arbeitsplatz eine eigene. Es gibt allerdings auch speziell auf solche Systeme ausgelegte Grafikkarten, die dann mehrere Monitore gleichzeitig versorgen können.

## Mehrplatzrechner unter Linux
Bei einem Betriebssystemen wie Linux wird die Interaktion mit dem Benutzer durch das X Window System ermöglicht. Es gibt eine Reihe von Varianten, wie ein Mehrplatz-Rechner/Multiterminal unter Linux realisiert werden kann:
- iTALC
- O.S. Multiseat
- MultiSeat Linux 2011
- Ruby (unter Anwendung eines Kernel-Patches)
- evdev (ein Protokoll)
- faketty (ein Kernelmodul)
- Xnest (ein verschachteltes Multiterminal)
- Xephyr (ein verschachteltes Multiterminal)
- framebuffer-Driver im Kernel (ein Kernelmodul)

## Mehrplatzrechner unter Windows
- Unter dem Betriebssystem Windows ist ab Windows 2000 eine Mehrplatz-Konfiguration realisierbar. Allerdings ist dies zurzeit nur mit kommerzieller Software möglich. Beispielsweise ermöglicht TwinPac von Schwarz Computer Systeme, wie auch BeTwin von ThinSoft einen PC mit Windows 2000 bzw. XP mit bis zu vier Arbeitsplätzen auszustatten. Für Windows 7 gibt es inzwischen die kommerzielle Software SoftXpand von MiniFrame, welche es erlaubt, einen PC mit bis zu 16 Arbeitsplätzen auszustatten.
- Windows MultiPoint Server